# コンカー: Live and Reloaded
『コンカー LIVE & RELOADED』（コンカー ライブアンドリローデッド）（英題：Conker: Live and Reloaded）は、レア開発、Microsoft Game Studios（現：Xbox Game Studios）販売のXbox用ゲームソフト。日本では2005年6月30日に発売された。「コンカーL & R」または単に「L & R」などと略される。

## 概要
2001年発売（日本未発売）のNINTENDO 64用ソフト『Conker's Bad Fur Day』の続編かつリメイクに当たるソフト。本作ではシングルプレイモードに「Conker's Bad Fur Day」のリメイク版を同封している。
元々、レア社は『Conker's Bad Fur Day』の発売後にニンテンドー ゲームキューブ用の続編として『Conker's Bad Fur Day 2: Other Bad Day』の開発に取り掛かっていたが、同社が2002年にMicrosoftに買収された為、開発が中止となり、Xboxにてコンカーの続編が新しく開発される事となり、ゲーム本作が開発された。
2006年12月15日からはXbox 360の後方互換対応ソフトとなり、専用ハードディスクドライブを使用しアップデートを行うことで、Xbox 360上でもプレイ可能となり、2018年4月17日にはXbox Oneの後方互換にも対応したことでダウンロード版も配信された。結果的に初代Xbox、Xbox 360、Xbox One、Xbox Series X/Sの全ての機種でプレイ可能となった。
発表時のタイトルは『Conker: Live and Uncut』であった。また、前作では伏字になっていなかった一部の単語が伏字になっている。

## ゲームモード
大きく分けてストーリーモードと対戦モードの2種類が存在する。ゲームのルール、操作方法、画面のレイアウトなどはまったく異なっている。

### Bad Fur Day
『スーパーマリオ64』のような1人用3Dアクションゲーム。
N64版『Conker's Bad Fur Day』のリメイク移植（ストーリーなどはこの項目を参照）。N64版が、ハード自体の雰囲気と大幅に異なる大人向けの作風であったことおよび、ハード自体が末期であったことから、この作品を埋もれさせたくない理由でリメイクの制作にとりかかったという。相当数のシーンで変更や調整が加えられており、序盤の難易度はオリジナル版より簡単になっている。終盤になると、オリジナルより敵の数が増えているなどの点で難しくなっているシーンも存在する。更にストーリーを進めると、自動的に服装が変わる場面も存在する。
オリジナルと異なる点として、コンカーの武器は銃器を使わない場合に限り、バットを使用するようになっている（N64版ではフライパンだった）。フライパンが「取り出さなくても攻撃できるが隙が大きく連続攻撃できない」ものであるのに対し、バットは「連続攻撃が可能である代わりに使用の際には取り出して構えておく必要がある」ものという相違点がある。標準的な攻撃の使い勝手が上がったことで、これを使用して倒す必要のある雑魚敵が新たにフィールドのいたるところに配置されている。また、銃器類や兵器に関しても、使用場所や性能が一部異なっており、全体的な使い勝手は高まっている。
体力が尽きた時のリトライに必要な残り人数に関しては、入手済みの1UPのアイテムがミスやマップ移動により再配置されなくなった。ただし残り人数切れでゲームオーバーになると再配置される上、残り人数がある際のリトライとゲームオーバー後の再開になんら違いのない本作においては、ゲームオーバーによる実質的なペナルティなどはない。
Xbox Live&Co.にも登場する登場人物を中心に、キャラクターデザインが一部変更されている。

### Xbox Live&Co.
本作のメインモード。従って実質的にBad Fur Dayの続編ではあるが、ストーリー上の直接の繋がりは薄い。キャラクターの体力などは上記のBad Fur Dayと全く違っており、ゲージ制になっている。操作方法も異なるため、システムの混同には注意を要する。
『Halo』のような対戦型TPS。Xbox Liveに接続してのネット対戦のほか、2台以上のXbox本体同士を繋いで対戦する「システムリンク」、CPUキャラクターと練習が出来る「ダンボット」モードがある。
対人戦でのルールは「チーム」「デスマッチ」のどちらかを選ぶ事が出来る。
チームプレイヤー同士が2つのチーム（リス軍:SHC、クマ軍:Tediz）に別れ、ミッションごとに違う勝利条件を満たしたチームの勝ち（勝利条件のポイントが同じ場合は、倒した敵の数が多いチームの勝ち）。いくつかのルールに大別されており、基本的に両チームの目的は同じだが、攻防戦の場合はSHCが攻撃側となり、Tedizが防衛側となる。
デスマッチ単純に殺し合いを行い、最終的に倒した敵の数の多いチームが勝ち。リスポーン地点などがチーム戦と多少異なったりする。

## Live&Co.の詳細

### クラス（兵種）
このモードでは、使用キャラクターを特性や使用出来る武器が異なる以下の6種類から選ぶ事が出来る。
ただし、ルールの設定により使用可能なキャラを限定させる事も出来る。

#### グラント
- 体力：普通（自己回復有）
- 移動力：普通
- 攻撃力：普通（アップグレード後は非常に強い）
- 中級者向け

いわゆる標準的な性能。一発の攻撃力は低いが、スキは少ない。
丈夫で自己回復を使う事が出来るため前線向き。
使用武器
スターム 21
グラントが使用する三連銃。バースト、オートマチック、ダムダム弾の3つのモードがある。バーストは同時に3発発射し、オートマチックは50連の弾倉を使用し高速連射する。ダムダム弾は移動ユニットや障害物にダメージ効果がある。
ホグスター
グラントのアップグレード武器。グレネードを発射する非常に強力なランチャーで、フラグ、インパクト、トリガーの3つのモードがある。一度に撃てるのは2発までで、リロードはやや遅い。
アビリティ
自己回復
自分の体力を最大まで回復する。
スプレー
特殊な意味はないがアバターに設定した自分のマークを描く事が出来る。このアビリティは全クラス使用可能。

#### デモリッシャー
- 体力：高い
- 移動力：低い
- 攻撃力：高い
- 初心者向け

見た目どおりのパワー型。攻撃と体力が非常に高いのが特徴。
素手とグレネードの時しかジャンプは出来ない。
使用武器
バズーカ
デモリッシャーが使用する重火器。通常ミサイルと追尾式ミサイルがある。通常ミサイルは正面に発射し、追尾式ミサイルは自動的に標的にロックオンする。アップグレード後は命中率の高い誘導ミサイルが追加される。単発でリロード時間こそかかるものの、射程がほぼ無限で爆風にもかなり強い判定がある。
ストレイファー
デモリッシャーのアップグレード武器。一度に150発の弾を乱射するバルカン砲で、移動ユニットに効果的。この武器を構えている間の移動はバズーカの時より遅い。リロード中は行動不能なうえ無防備になるため注意が必要。
アビリティ
バーサク
武器の使用は出来なくなるがこの状態で使用する事が出来るグラウンドパンチは周囲の敵にダメージを与えたり、下の敵を押し潰す形で一撃で倒す事が可能。動作も非常に俊敏になるので、長い距離の移動時などに利用出来る。
スプレー

#### サーモフィル
- 体力：高い（自己回復有）
- 移動力：普通
- 攻撃力：低い
- 初心者向け

大人数での対戦、狭いマップでの対戦で威力を発揮する。対スニーカーと障害物の破壊には非常に適している。
身軽で体力があり、自己回復も出来るので前線向き。
使用武器
シニュレイター
サーモフィルが使用する放射器。ナパームとアシッドの2つのモードがある。ナパームは兵士に引火させて継続ダメージを与える。アシッドは移動ユニットや障害物にダメージを与える。燃料を消費するので燃料がなくなると放出しなくなる。
ファウスター
サーモフィルのアップグレード武器。移動ユニットに効果的な長距離レーザーを放出する。重いので構えている間は移動が遅くなりジャンプも出来ない。シニュレイター同様燃料を消費する。
アビリティ
自己回復
効果はグラントと同じ。
スプレー

#### スニーカー
- 体力：低い
- 移動力：高い
- 攻撃力：低いが一撃必殺可能
- 上級者向け

非常に体力が低いが、身軽で「壁ジャンプ」が可能なため、フィールド上で行けない所は無いと言って良い。
機械に強く、「ハッキング」や「ゲートメーカー」、「スヌーパ」など戦いを有利にする手段を多数持つ。
アビリティも全クラス中一番多い。
なお、リス軍スニーカーは自キャラ内の紅一点。
使用武器
サーベル
スニーカーが使用する一振りの剣。アタックとディフェンスの2つのモードがある。アタックモードは最後の3撃目を当てると敵を一撃で倒す。ディフェンスモードは青いオーラをまとう事でダメージを無効化し、敵を一撃で倒す溜切りが使える。サーベルを構えた状態で高所から落ちてもダメージを受けない。
ダガー
スニーカーのアップグレード武器。サーベルと同様接近戦に使用するのはもちろん、投げる事で遠距離攻撃にも向いている。移動ユニットや障害物にもダメージ効果がある。サーベルと同様ダガーを構えた状態で高所から落ちてもダメージを受けない。
アビリティ
クローク
透明になる。
死んだフリ
その場で倒れ込み、自分の名前が表示されなくなる。
敵のフリ
アップグレード後に追加されるアビリティ。敵軍の兵士に変装する。攻撃するかダメージを受けると解除される。
スプレー

#### ロングレンジャー
- 体力：低い（自己回復有）
- 移動力：普通
- 攻撃力：普通-高い（一撃必殺可能）
- 中級者向け

いわゆるスナイパー。敵の頭部をスコープで狙い撃ちする事により一撃で倒す事が出来る。
前線向きではないが障害物の破壊などは得意。
アップグレード後に入手するクロッチ 45で接近戦にも対応出来る。
使用武器
ウィドウメイカー
ロングレンジャーが使用するスナイパーライフル。通常弾と劣化ウラン弾がある。移動ユニットや障害物へは劣化ウラン弾を使用すれば効果がある。ズームモードは通常は2倍だがアップグレード後に倍率が3倍に上がる。
クロッチ 45
ロングレンジャーのアップグレード武器。このクラスにとって唯一の接近戦に対応している二丁の拳銃。一度に20発まで撃つ。
アビリティ
インフラビジョン
障害物などで隠れた敵も見えるようになる。
自己回復
アップグレード後に追加される。効果はグラント、サーモフィルと同じ。
スプレー

#### スカイジョッキー
- 体力：低い
- 移動力：低い（飛行機に乗れば最強クラス）
- 攻撃力：低い（飛行機に乗れば最強クラス）
- 上級者向け

特殊クラス。唯一、移動ユニットで飛行機及びヘリコプターに乗る事が出来る。
飛行機のあるなしでは勢力バランスが大きく変わるため、使用可能なルールであれば1人は必要なクラスである。
このクラスはアップグレードで入手する武器はない。
使用武器
DP 500
スカイジョッキーが使用する二丁のハンドガン。シングルとバーストの2つのモードがある。弾倉はロングレンジャーのクロッチ 45と同様一度に20発まで発射可能。
アビリティ
インフラビジョン
アップグレード後に追加される。性能はロングレンジャーと同じ。
スプレー

### アイテム
体力を回復したり、ターミナルを修理したりなどのさまざまなアイテムが存在する。グレネードは使用出来る種類は異なるもの、全クラスが所持しており、一度使用するとなくなるが特殊武器ターミナルにアクセスすれば補充される。
- フラググレネード

使用可能キャラ：グラント、デモリッシャー、サーモフィル（アップグレード後）
通常の手榴弾。投げてから時間が経つと爆発する。爆発に巻き込まれると場合によっては即死。
- ナパームグレネード

使用可能キャラ：デモリッシャー、サーモフィル
爆発すると炎を発生させる手榴弾。炎の中にいると継続的にダメージを受ける。
- スモークグレネード

使用可能キャラ：デモリッシャー
周囲に煙を発生させる手榴弾。ダメージ効果などはないが敵の発見をさえぎるのに最適。
- スタングレネード

使用可能キャラ：グラント、スニーカー、ロングレンジャー
爆発すると音波のようなものが起こる手榴弾。爆発に巻き込まれると一定時間行動不能になる。
- マグノバグレネード

使用可能キャラ：スニーカー、ロングレンジャー、スカイジョッキー、グラント（アップグレード後）
爆発すると広範囲の電撃を発生させる手榴弾。移動ユニットやターミナル、設置された特殊武器を使用不可にする効果も持つ。
- ガスグレネード

使用可能キャラ：サーモフィル、スニーカー（アップグレード後）
爆発すると毒ガスを発生させる手榴弾。毒ガスの中にいると継続的にダメージを受ける。
- メディカルガン

使用可能キャラ：グラント、サーモフィル、ロングレンジャー
射程内にいる味方に撃つと味方の体力を回復させる。
- アークウェルド

使用可能キャラ：デモリッシャー、スカイジョッキー
使用出来なくなったターミナルを修理する。
- ハッキングマシン

使用可能キャラ：スニーカー
ハッキングする事で敵のターミナルを使用可能にしたりロックを解除する。
- スヌーパ

使用可能キャラ：スニーカー
偵察用のリモコンカメラ。敵軍などの状況を密かに偵察する。爆発させる事で攻撃にも使える。使用中は無防備になるため注意が必要。
- アップグレードオーブ

入手すると新しい武器などが手に入る。死んでしまうとオーブを落とし、アップグレードは解除される。死亡したキャラが落としたオーブは誰かが拾わなければ一定時間で消える。

### 特殊武器
特殊武器は、自陣内などにあるターミナルで手に入れる事が出来る。クラスごとに、ターミナルから出てくる武器は異なる。設置したキャラクターが死んでしまうと、置いた特殊武器は消えてしまう。
- 地雷

使用可能キャラ：デモリッシャー、サーモフィル、ロングレンジャー（アップグレード後）
踏む事で大爆発を起こす。対人・対車両両方に有効。
自軍側の地雷は視認できるうえ、通っても反応しない（爆発に巻き込まれない限り安全である）が、敵陣側の地雷は光学迷彩状になっており、発見は困難である。
- アースガード

使用可能キャラ：グラント、ロングレンジャー、サーモフィル、デモリッシャー（アップグレード後）
自動機銃。敵軍のキャラクターが近くを通ると反応し、自動で砲塔を回転させながら機銃を放つ。
- スカイガード

使用可能キャラ：スカイジョッキー、グラント、ロングレンジャー
動作はアースガードと同様だが、飛行機等にのみ反応し、対空ミサイルを放つ。
- ゲートメーカー

使用可能キャラ：スニーカー
2個1組のワープゲート。設置後は自軍のものだけを視認および使用が出来る。
出口側を先に置き、その後入口側を設置する。

### 移動ユニット
車両も、自陣内などにある移動ユニットターミナルで乗り込む事が出来る。クラスごとに、使用出来る車両は異なる。
車両に乗ると、敵味方無差別に他のキャラクターを轢く事が可能だが、自キャラのライフゲージの上に車両のライフゲージが追加される。これがなくなると車両は破壊されてしまい、その時搭乗しているキャラクターは即死。その際、付近のキャラクターが巻き込まれる事もある。特に飛行機等は、墜落の被害を受ける範囲が広いため脅威となる。
- トードMk.II

使用可能キャラ：グラント
軍用ジープ。2人まで乗る事ができ、2人乗りの際は片方が操縦、片方が備え付けの機銃で攻撃できる。
オープンカーのため、ロングレンジャーのヘッドショット等で乗組員のみを殺害する事が可能。
- ドラゴンMk.IV

使用可能キャラ：サーモフィル
基本的にトードと同じ。機銃の代わりに火炎放射器がついている。
- R-ホグ

使用可能キャラ：スニーカー、ロングレンジャー、グラント（アップグレード後）
4輪バギー。1人乗り。非常に速度が速く、ブースト機能を使い爆発的な加速が可能。
しかし操作が難しく転倒しやすい（転倒=破壊となるため搭乗者は即死）。
- タンカス

使用可能キャラ：デモリッシャー
2本の砲塔を持つ戦車。2人まで乗る事ができ、2人乗りの際は片方が操縦、片方が機銃で攻撃できる。
非常に車体が大きく、狭い所は通れないが、敵キャラを轢く事は容易である。
他の車両と違い、乗組員が外から見えないため直接狙われる事はないが、上部から出入りする構造のため、車体が転倒したりして完全に逆さになってしまうと車両が破壊されるまで何も出来なくなってしまう。
- スティード

使用可能キャラ：スカイジョッキー
戦闘用ヘリコプター。ミサイル、機銃、対空用ミサイルの3種類の攻撃が可能。
非常に機敏な動きが可能で、速度もかなり上げられるが、地形に激突してダメージを受けやすい。
- ミュール52

使用可能キャラ：スカイジョッキー
未来のミッションでのみ登場する、輸送爆撃機。VTOL機。
操縦者の他に6人（合計7人）まで同時に乗れる。爆撃と機銃の2種類の攻撃があるが、機銃は操縦者が操作する事は出来ない。

### ミッション（対戦用ステージ）
ミッションは以下の8つ。ダンボットモードでの出現順に紹介する。
ダンボットモードでのストーリー展開の関係上、「過去」と「未来」に分かれており、それぞれでキャラクターのグラフィックが異なる（性能などは同じ）。

#### 過去：デッドビーチ
ノルマンディー上陸作戦をテーマにしているステージ。
ルールは攻防戦。クマ軍基地へ突撃するリス軍と、彼らを抹殺しようと死の兵器を構えているクマ軍司令官「ジョン・クリプルスバック」の戦いが繰り広げられる。ちなみにクリプルスバックは『Bad Fur Day』に登場する博士と同一人物である。
使用可能クラススカイジョッキー以外
移動ユニットなし
特殊武器あり（「基地外側」内）
勝利条件
- SHC

時間内に2つのバリケード、基地の扉、敵司令官「クリプルスバック」を順に破壊する。敵司令官もバリケードと同様に対物攻撃でダメージを与えることになる。
リスポーン地点
上記のバリケード等を破壊するごとに増える。
1. 海岸
2. 砦A-1F、砦B-1F
3. 砦A-2F、砦B-2F

- Tediz

時間切れまで、司令官を守りきる。
リスポーン地点
「基地」のみ。

#### 過去：ダブルフォートレス
リス軍とクマ軍がそれぞれ戦場の半分を確保した。膠着状態となった両軍は状況を打開するため、士気を落とす映像を敵陣へ放映するべく、互いに敵のフラッグを奪おうとする。
ルールはキャプチャー・ザ・フラッグ。前作の「COLORS」と同じ要領で、橋などのあるフィールドを挟み、各軍の砦が向かい合わせに建っている。
使用可能クラスすべて
移動ユニットあり（「とりで」1F）
特殊武器あり（「とりで」2F）
勝利条件
敵陣3Fにある旗を奪い、自陣1F中央奥のくぼみに立てると+1ポイント。時間内により多くのポイントを稼いだチームの勝ち。
旗は、ポイント対象となるか持っているキャラが死亡したりして放置された後、一定時間後に初期位置に戻る。
なお、自軍の旗は手に持つことができない。
リスポーン地点
以下の2地点。
1. とりで
2. 橋（フィールド真ん中付近）

#### 過去：テディシュタイン城
形勢不利だったクマ軍だが、退却先のテディシュタイン城には切り札のマシンが残されていた。一方リス軍はマシンを破壊するため城に潜入し、発電機と送電線を繋いでロープウェイを動かす。クマ軍はマシンのバッテリーを忘れていたため、奇しくもリス軍同様にロープウェイのスイッチを入れることで、電力を確保してマシンの作動を目論む。
ルールは陣取り合戦。両軍の城が崖を挟んで向かい合わせに建っており、その間はロープウェーで繋がれている。
自陣および敵陣には、ロープウェイ用のスイッチが2個ずつある。踏む事でONに出来る。
なお、両軍の城の形状は若干異なっており、これによりTediz側が若干有利になっている。
使用可能クラススカイジョッキー以外
移動ユニットなし
特殊武器あり（自陣内）
勝利条件
4つのスイッチを全て自軍のものにした後に、敵陣の奥にある青い光の中に入る。
1. 自陣側のスイッチ2つをONにする。
  1. これを両軍が行うことで、ロープウェーが動き出し、敵陣側へ潜入できる。

2. 敵陣側にあるスイッチに乗ると、自陣のスイッチへと塗り換わる。
  1. ただし、自陣側のスイッチ2つをどちらも敵に取られていないことが条件。

3. 最後に、敵陣の奥にある青い光の中に入れば勝利。

- 地表を走っている送電線に触れると大ダメージを受ける。

リスポーン地点
自陣1か所+敵陣のスイッチをONにした後は敵陣内1か所

#### 未来：ナローブリッジ
クマ軍は兵士が機械兵となったことで戦局が大きく変化した。形勢逆転されたリス軍も、有利となったクマ軍も、パンサー大王の古代兵器のありかが記された秘密の地図を求めて雪原地帯へ向かった末、両軍は地図を手に入れたが、それは半分ずつであった。解読のために地図の争奪を行う。
ルールはキャプチャー・ザ・フラッグ。マップ構成も「ダブルフォートレス」と同じだが、こちらの方が若干フィールドが広い。
使用可能クラスすべて
移動ユニットあり（自陣内）
特殊武器あり（自陣内）
勝利条件
敵陣2F奥にあるマップを奪い、自陣左上のリーダー内に立てると+1ポイント。時間内により多くのポイントを稼いだチームの勝ち。
マップのリーダーは自陣内ではなく、自陣入口左横の坂道を登っていった先にある。
マップは、ポイント対象となるか持っているキャラが死亡したりして放置された後、一定時間後に初期位置に戻る。
なお、自軍のマップは手に持つことができない。
敵陣などの開口部に張られているバリアは、ハッキングで破ることができる。
リスポーン地点
自陣+中間部。
1. とりで
2. フィールド真ん中付近（名前調査中）※ハッキングすることで使用可能になる。

#### 未来：スリータワーズ
ナローブリッジで入手した地図が1つになり、目的地はビッグリムの廃坑である事が分かる。先に到着したクマ軍と後から来たリス軍が、互いに3つのタワーにあるスイッチを入れて敵軍のシールドを解除し、敵を殲滅させる作戦に出る。
ルールは陣取り合戦。非常に広いフィールドの両端に各軍の陣地があり、その間に3本のタワーが順に建っている。
使用可能クラスすべて
移動ユニットあり（自陣内）
特殊武器あり（自陣内）
勝利条件
3本のタワーを順に自軍のものにした後に、敵陣の中にある機械を破壊する。
1. 自陣から出て、1本目（近い順に）のタワーに入り、真ん中にあるスイッチの上に約2秒立つとスイッチが押される。
2. タワーが自軍のものになる。
  1. タワーを占拠すると、画面右のタワーの絵が青から緑（リス軍）か赤（クマ軍）に変わり、ゲージが表示される。
  2. ゲージは時間が経つごとに少しずつ減っていき、また青に戻ってしまうので、タワー内に待機し、青に変わった瞬間にまたスイッチを押し、タワーを占拠し続ける必要がある。
  3. 1本目のタワーが自軍のものになっている間に、2本目（近い順に）のタワーのスイッチも同様に押す。
  4. すると1本目のタワーのゲージは減らなくなり、2本目のタワーのゲージのみが減るようになる。
  5. もし目的のタワーが敵に先に占拠されてしまっている場合は、そのゲージがなくなるまで待ってからスイッチを押しなおさなければならない。

3. 同様に、2本目を占拠できている間に3本目のタワーのスイッチを押す。
4. 全てのタワーを占拠すると敵陣に入れるようになる。敵陣の中にある機械を破壊すれば勝利。

ポイント
- タワーは自陣から近い順に占拠していかなければならない。
- ゲージが減る（＝相手に奪われる）のはそのとき最も先頭（自陣から遠く）で占拠しているタワーのみ。
- スイッチは青のときにしか押せない。

リスポーン地点自陣+占拠した各タワー。
ただし移動ユニット等は自陣にしかない。

#### 未来：ドゥーン
スリータワーズで兵器が発見されると思われていたが、発見されたのはパンサー大王が200年間眠る墓だった。リス軍はパンサー大王の亡骸を確保しようと行動を起こすが、その前に盗まれてしまう。亡骸を奪ったクマ軍は故郷であるドゥーンでパンサー大王の蘇生を行っていた。リス軍は居場所を突き止めクマ軍の行動を阻止せんと突撃する。
砂嵐が吹き荒れる荒野の遺跡のようなステージの雰囲気は映画『デューン』のパロディ。
ルールは攻防戦。非常にフィールドが広く移動ユニットも使えるため、多彩な行動が可能。
使用可能クラスすべて
移動ユニットあり（最後の広場付近の上部に1か所のみ）
特殊武器あり（クマ軍陣地付近）
勝利条件
- SHC

時間内に3つの扉を開け、最後の広場奥にあるパンサー大王の心臓を破壊する。
扉は、横にある赤いクリスタルを破壊するかハッキングすると開く。
最初の扉によってTediz側とは完全に隔絶されているため、ここを破壊することで初めて直接交戦することになる。
リスポーン地点
扉を開けるごとに増える。
- Tediz

時間切れまで、パンサー大王を守りきる。
リスポーン地点
「基地」のみ。

#### 未来：スペースシップ スパモノ
対人戦専用マップ。非常に狭く、細長い1本道のフィールドの両端横に各軍の自陣がある。
使用可能クラススカイジョッキー以外
移動ユニットなし
特殊武器あり（自陣内）
勝利条件
ラグビーを連想させるルール。フィールド中央にある杖「エナジースフィア」を取り、相手側の一番奥の空間（ゴール）に立てれば+1ポイント。制限時間内により多くのポイントを稼いだチームの勝ち。
エナジースフィアは、ゴールに立てられるか誰にも触れられない状態になると、一定時間で最初の場所に戻る。
リスポーン地点
自陣+エアロック。
エアロックはフィールド中央部の左右2か所にあり、ハッキングする事により自軍のリスポーン地点として利用出来る。

#### 未来：ビッグフォール
対人戦専用マップ。
コロッセウムを思わせる、城壁と酸の池で囲まれた円形のフィールドを有するステージ。城壁の上（外周）は広く、4本の塔が立っている。
使用可能クラスすべて
移動ユニットあり（自陣内）
特殊武器あり（自陣から外周への上り口付近）
勝利条件
フィールドB1Fにある旗を取り、外周上にある4つの塔のどれかに立てると+1ポイント。立てられた旗は一定時間で初期の場所に戻る。制限時間内により多くのポイントを稼いだチームの勝ち。
旗は誰も持っていない状態になると一定時間で初期の場所に戻る。
すでに旗が立っている塔に重ねて立てることはできない。
リスポーン地点
自陣+外周。

## 関連サイト
- Xbox.com内の紹介ページ - インターネットアーカイブ内、2007年1月5日版、2013年9月23日閲覧